# Langrune-sur-Mer

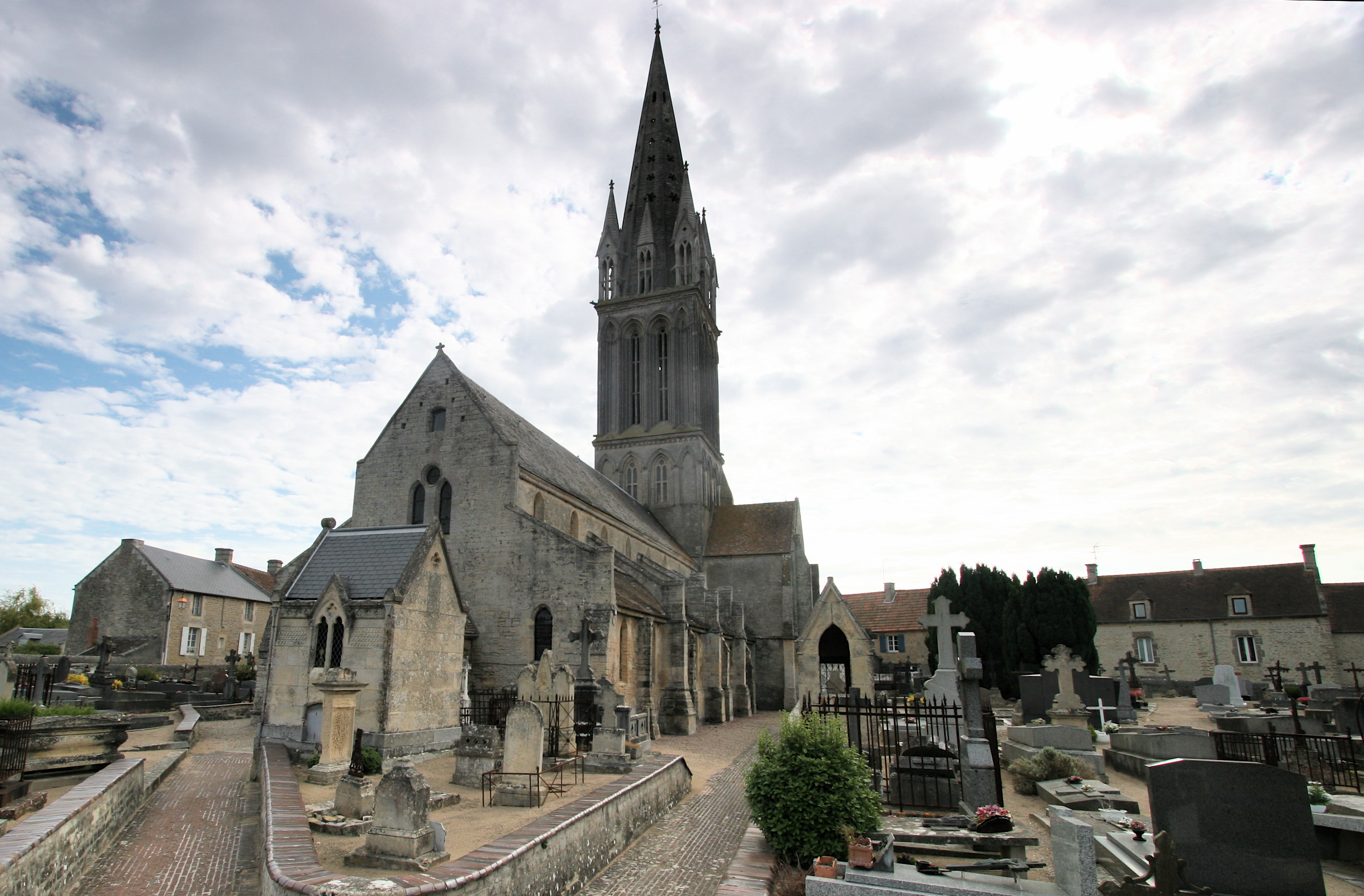
L'Eglise

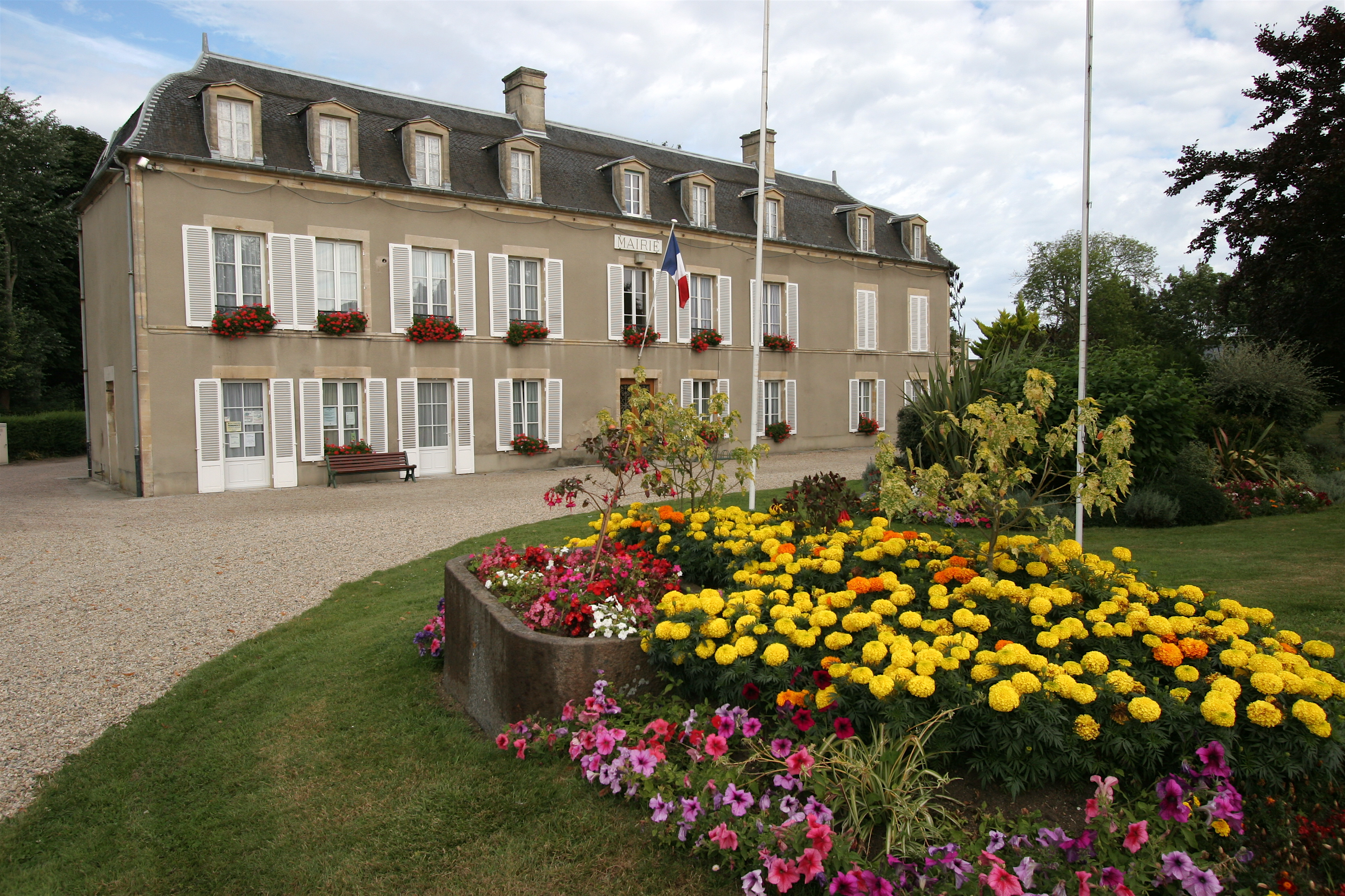
La Mairie

Langrune-sur-Mer là một xã ở tỉnh Calvados, thuộc vùng Normandie ở tây bắc nước Pháp.

## Dân số
| Năm | 1962  | 1968 | 1975  | 1982  | 1990  | 1999  |
| --- | ----- | ---- | ----- | ----- | ----- | ----- |
| Dân số | 1 012 | 950  | 1 047 | 1 349 | 1 539 | 1 706 |
| From the year 1962 on: No double counting—residents of multiple communes (e.g. students and military personnel) are counted only once. |       |      |       |       |       |       |